# XLV Esposizione internazionale d'arte di Venezia
La 45ª Biennale Internazionale d'Arte di Venezia ebbe luogo dal 14 giugno al 10 ottobre del 1993.

## Presidente
Gian Luigi Rondi

## Curatore
Achille Bonito Oliva

## Premi
Leone d'oro per il miglior padiglione fu dato a Hans Haacke.

## Artisti partecipanti
- Marina Abramović
- Janine Antoni
- Francis Bacon
- Mirosław Bałka
- Matthew Barney
- Georg Baselitz
- Gabriele Basilico
- Joseph Beuys
- Bigert & Bergström
- Christian Boltanski
- Henry Bond
- Christine Borland
- Louise Bourgeois
- Marco Brandizzi
- Angela Bulloch
- Daniel Buren
- Patrick van Caeckenbergh
- Maurizio Cattelan
- Francesco Clemente
- Mat Collishaw
- Tony Cragg
- Enzo Cucchi
- Nicola de Maria
- Jessica Diamond
- Jirí Georg Dokoupil
- Roza El-Hassan
- Walker Evans
- Luciano Fabro
- Sergio Fermariello
- Daniel Fischer
- Sylvie Fleury
- Lucio Fontana
- Isa Genzken
- Dominique Gonzales-Foerster
- Felix Gonzales-Torres
- Franz Graf
- Renée Green
- Hans Haacke
- Richard Hamilton
- Damien Hirst
- Carsten Höller
- Fabrice Hybert
- Cristina Iglesias
- Emilio Isgrò
- Ilya Kabakov
- Anish Kapoor
- Per Kirkeby
- Joseph Kosuth
- Jannis Kounellis
- Elke Krystufek
- Bertrand Lavier
- Zbigniew Libera
- Paul McCarthy
- Man Ray
- Renato Mambor
- Mario Nigro
- Mario Merz
- Robert Morris
- Reinhard Mucha
- Roman Opałka
- Gabriel Orozco
- Nam June Paik
- Mimmo Paladino
- Panamarenko
- Paper Tiger Television
- Michelangelo Pistoletto
- Marjetica Potrč
- Carol Rama
- Jean Pierre Raynaud
- Gian Carlo Riccardi
- Pipilotti Rist
- Nancy Rubins
- Christoph Rütimann
- Doris Salcedo
- Sergio Sarra
- Eran Schaerf
- Julia Scher
- Hubert Schmalix
- Andres Serrano
- Ettore Spalletti
- Georgina Starr
- subREAL
- Antoni Tàpies
- Rirkrit Tiravanija
- Cy Twombly
- Emilio Vedova
- Jan Vercruysse
- Manfred Wakolbinger
- Robert Wilson
- Yayoi Kusama
- Andrea Zittel

## Partecipazioni nazionali
La 45ª Esposizione Internazionale D'Arte ha visto la partecipazione dei seguenti padiglioni
1. Albania
2. Argentina
3. Australia (Sito del padiglione)
4. Austria (Sito del padiglione)
5. Belgio
6. Brasile
7. Bulgaria (Sito del padiglione)
8. Canada
9. Croazia
10. Danimarca
11. Egitto
12. Estonia (Sito del padiglione)
13. Francia
14. Georgia
15. Germania (Sito del padiglione Archiviato il 18 settembre 2008 in Internet Archive.)
16. Giappone (Sito del padiglione)
17. Regno Unito
18. Lussemburgo
19. Grecia
20. Irlanda
21. Islanda (Sito del padiglione)
22. Israele
23. Italia
24. Lettonia
25. Lituania
26. Macedonia
27. Paesi Bassi (Sito del padiglione)

1. Paesi nordici:  Finlandia,  Norvegia,  Svezia
2. Polonia (Sito del padiglione)
3. Portogallo
4. Rep. Ceca,  Slovacchia
5. Armenia
6. Cipro
7. Scozia
8. Slovenia
9. Cina
10. Romania
11. Russia
12. Serbia
13. Singapore
14. Spagna
15. Stati Uniti
16. Svizzera
17. Thailandia
18. Turchia
19. Ucraina
20. Ungheria
21. Uruguay
22. Venezuela
23. Central Asia Pavilion
24. IILA Istituto Italo Latino Americano
25. Padiglione Venezia
26. Padiglione Africa